# Loch Shurrery
Loch Shurrery is een klein loch in Caithness in de Schotse Hooglanden.
Het meer is ongeveer 2 km lang en 500 à 600 m breed en ligt op een hoogte van 98 m boven de zeespiegel. Het ligt 15 km ten zuidwesten van Thurso. Aan de zuidkant stromen de Achsteenlate Burn en Torran Water in het meer. De rivier Forss Water stroomt vanuit het noordelijke punt van het loch naar Crosskirk.
4 km ten noordoosten van Loch Shurrery ligt Loch Calder. 